# Carlo Dell'Antonio

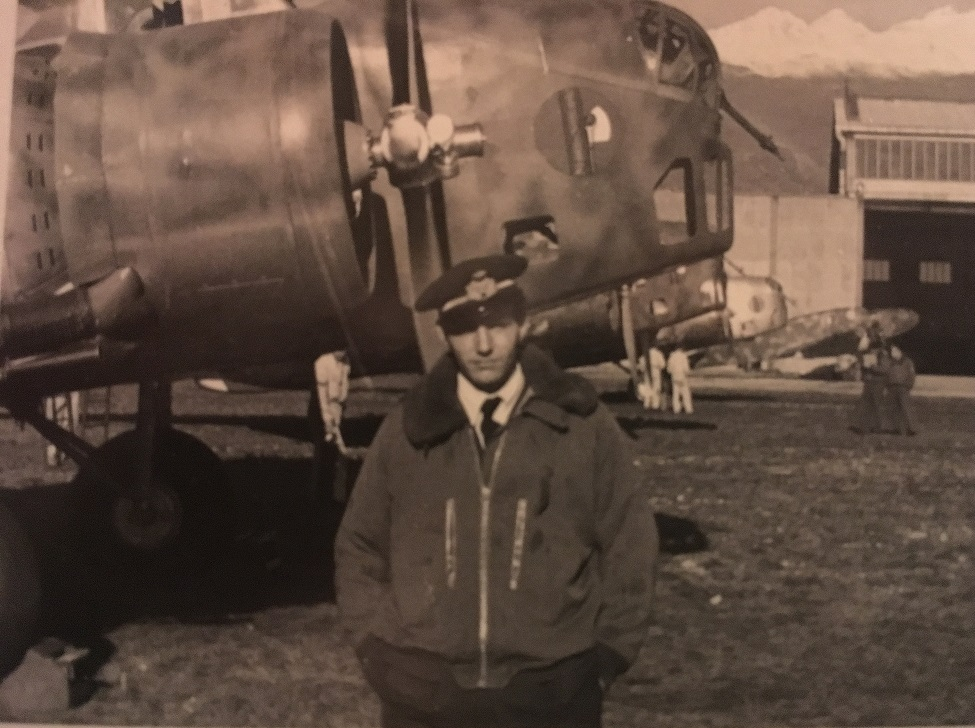
Capitano Carlo Dell'Antonio

Carlo Dell'Antonio (Trieste, 17 dicembre 1913 – maggio 1945) è stato un militare, aviatore e partigiano italiano, membro della resistenza cattolica nel Friuli-Venezia Giulia, appartenente alla Brigata "Venezia Giulia", responsabile delle Informazioni Militari e vicecomandante della Divisione partigiana "Domenico Rossetti".

## Biografia

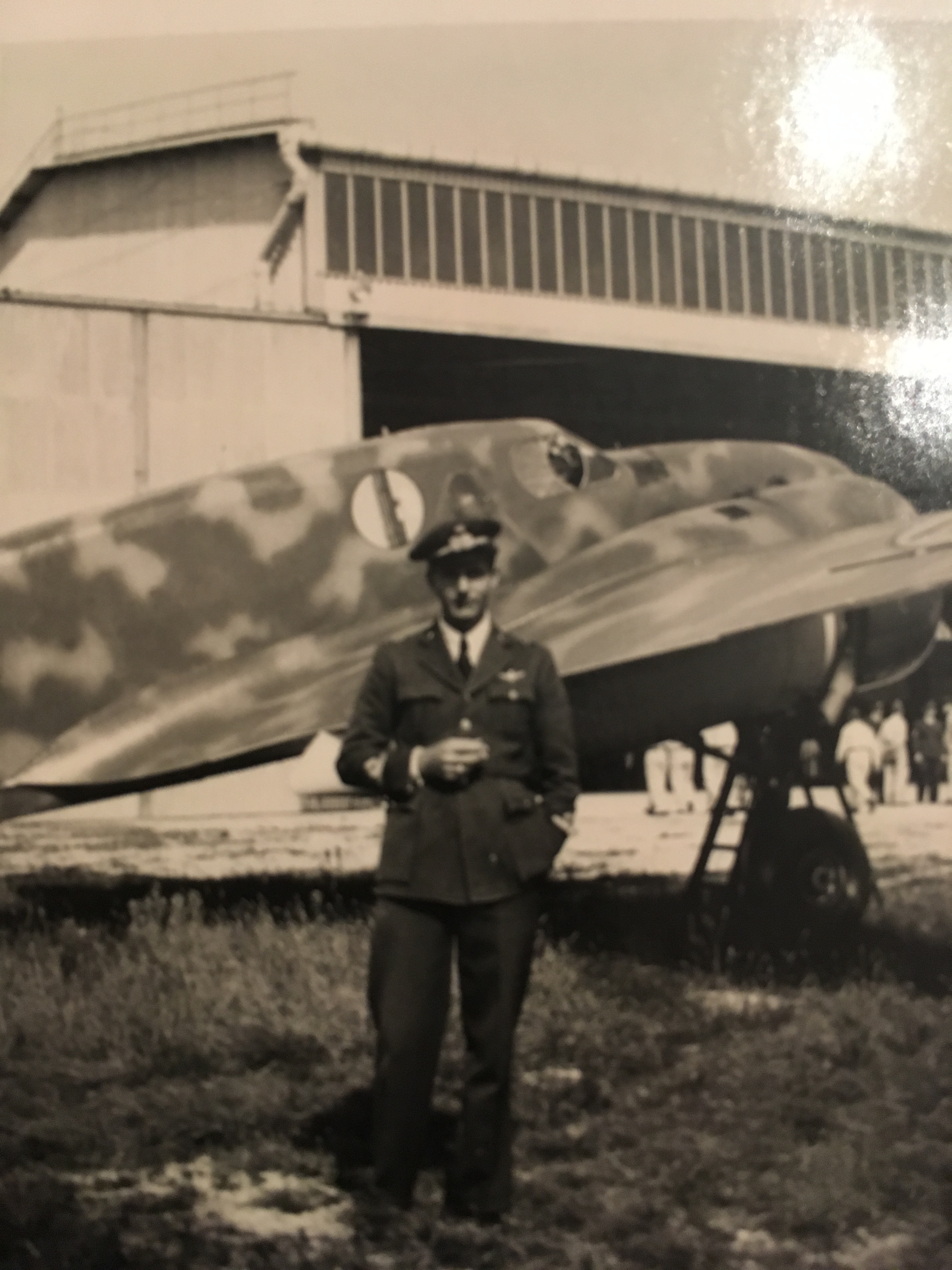
Davanti all'hangar

Nacque a Trieste da immigrati trentini della Val di Fiemme, e crebbe in una numerosa famiglia di tradizione cattolica dove veniva familiarmente chiamato "Uccio". Entrato nella Regia Aeronautica, divenne un esperto pilota fino a raggiungere il grado di capitano. Già volontario aggregatosi all'Aviazione Legionaria in Spagna per la guerra civile, allo scoppio della seconda guerra mondiale venne inviato nel teatro di guerra dell'Africa settentrionale, dove venne insignito con varie medaglie al valore per le sue azioni. Tornato in Italia e ormai pienamente cosciente della tragedia in cui il fascismo aveva precipitato il paese, raggiunse il fratello, Giuliano Dell'Antonio (nome di battaglia "Guidi"), già capitano degli alpini, e in quel momento impegnato nella lotta di resistenza come primo comandante della brigata "Venezia Giulia" del Corpo volontari della libertà di Trieste. Oltre a questo compito Giuliano fungeva da ufficiale di collegamento con la brigata friulana Osoppo ed era membro del CLNAI (Comitato di Liberazione Alta Italia) a fianco di Enrico Mattei. Carlo prese il nome di battaglia "Luciano Marzi" e gli fu affidato l'ufficio informazioni militari per le formazioni della resistenza cattolica  ed insieme al fratello collabora alla pubblicazione della testata clandestina "SAN GIUSTO organo democratico per la lotta di liberazione" il cui redattore era il resistente Paolo Blasi (Ibis). Inoltre divenne vicecomandante della divisione partigiana "Domenico Rossetti". Sopravvissuto al conflitto bellico e fuggito alla prigionia nazifascista, scomparve, a guerra ormai terminata, nel maggio 1945 durante l'occupazione delle truppe di Tito di Trieste.

### L'arresto e la fuga
Il 7 febbraio 1945 durante dei controlli ed ispezioni venne arrestato, assieme ad altri dirigenti del CLN triestino, dall'Ispettorato Speciale di PS dei nazifascisti e condotto nella sede dell'Ispettorato stesso di via Cologna. Dopo due giorni di prigionia e tortura riusciva però ad evadere, approfittando di un momento di distrazione dei suoi aguzzini: da una finestra lasciata aperta, con un acrobatico salto si lanciava verso la strada dal primo piano della caserma, riacquistando la libertà. Nella caduta si fratturava un piede; latitante e ricercato riuscì a trovare una sistemazione clandestina, venendo curato e rimanendo nascosto per due mesi e mezzo grazie alla protezione della rete degli amici partigiani. Intanto il IX Korpus sloveno occupava l'Istria, Trieste e Gorizia liberandole dall'occupazione nazifascista e ponendole sotto il controllo dei comunisti titini. Carlo decideva dunque di lasciare il suo sicuro rifugio per la prima volta il 30 aprile.

### La scomparsa
Riunitosi con i compagni di lotta e tornato in famiglia, tra le altre cose veniva informato che Gaetano Collotti, vice-capo dell'Ispettorato Speciale e tristemente famoso per la sua crudeltà, aveva lasciato nel suo ufficio gli oggetti personali e di valore confiscati ai patrioti arrestati nei mesi di febbraio-marzo. Spinto dal desiderio di riavere alcuni oggetti, che costituivano preziosi ricordi personali di guerra, si recava ingenuamente il 1º maggio  (confidando anche nel fatto che la guerra era ormai ufficialmente terminata) nella caserma di via Romagna per riottenere quanto lasciato. Qui, secondo il “Rapporto" del dott. Redento Romano del CLN (archivio IRSMLT 2013) «veniva catturato dai partigiani di Tito ,che lo avevano scambiato per un agente del fascista Collotti». Da quel momento di Carlo Dell'Antonio non si ebbero più notizie. Per il fratello Giuliano, che si adopererà, senza successo, in tutti i modi per ritrovarlo e soccorrerlo, la versione più accreditata delle ragioni della sua scomparsa è quella ricostruita dallo storico Giorgio Rustia (che da anni si dedica alle vicende legate a quel periodo e ai massacri delle foibe), per la quale il capitano Carlo Dell'Antonio sarebbe stato arrestato dalle truppe jugoslave in quanto italiano e ufficiale della Regia Aeronautica e quindi “infoibato” nel pozzo della miniera di Basovizza, condividendo il tragico destino di centinaia di innocenti.

## Altri progetti

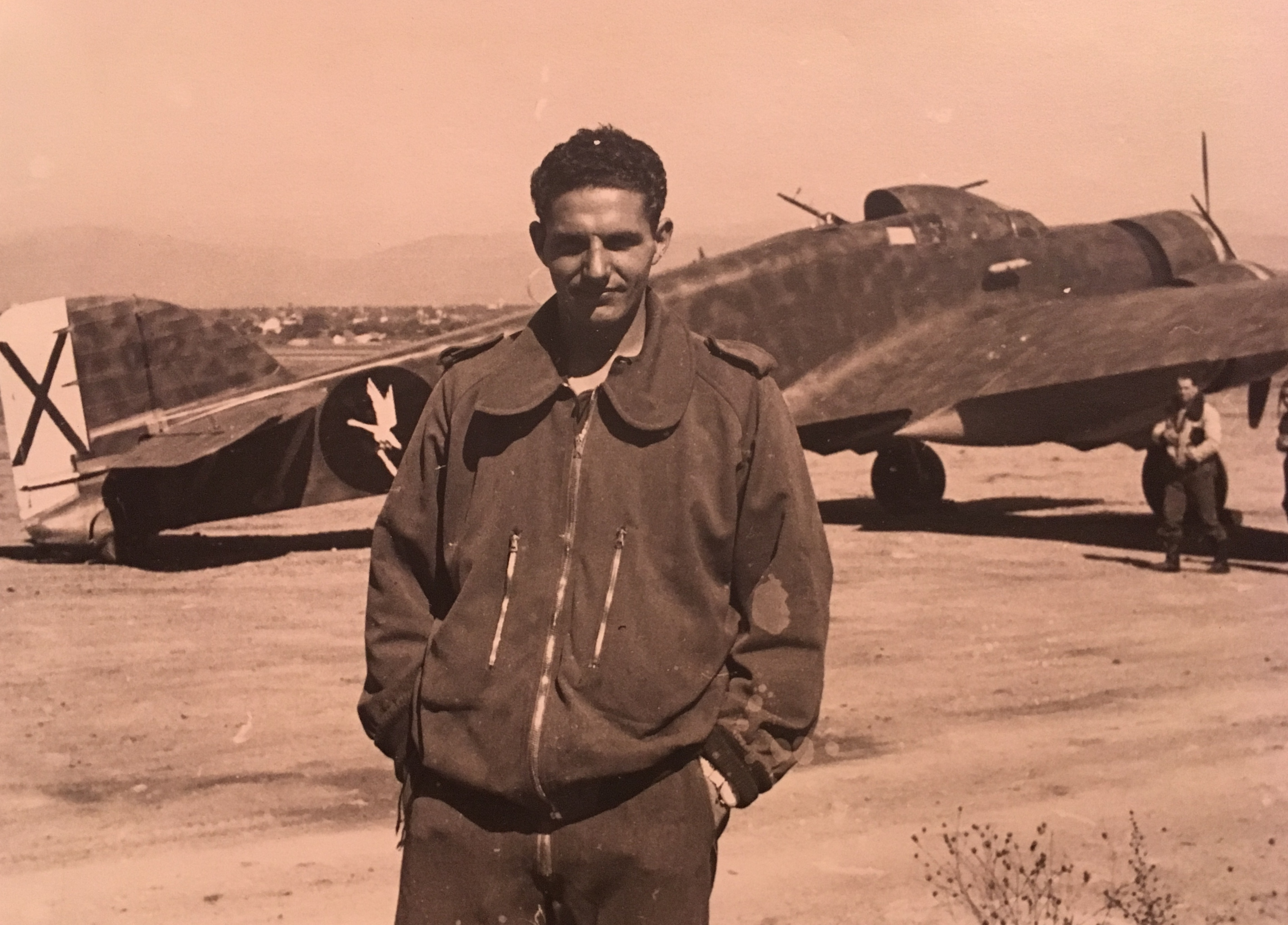
A terra